# Estación de Iglesia Centro
Iglesia Centro es una estación de la línea ML-4 de Metro Ligero de Madrid (Tranvía de Parla) situada en la calle Real, frente a la iglesia vieja de Parla. Abrió al público el 6 de mayo de 2007.
Su tarifa corresponde a la zona B2 según el Consorcio Regional de Transportes.

## Accesos
- Iglesia Centro Calle Real, 28

## Líneas y conexiones

### Tranvía de Parla
| << cabecera | < estación                 | línea | estación >                      | cabecera >> |
| ----------- | -------------------------- | ----- | ------------------------------- | ----------- |
| circular    | Parla Centro-Bulevar Norte |       | Bulevar Sur-Miguel Ángel Blanco | circular    |